# Pioneabathra olesialis
Pioneabathra olesialis là một loài bướm đêm trong họ Crambidae. Chúng là loài duy nhất trong chi Pioneabathra, thường được tìm thấy ở Comoros, Seychelles, Mali, Cộng hòa Congo, Cộng hòa Dân chủ Congo, Mozambique, Yemen (Socotra), Zambia, Ấn Độ, Sri Lanka và Australia.